# 德魯斯鎮區 (明尼蘇達州聖路易斯縣)
德魯斯鎮區（英語：Duluth Township）是位於美國明尼蘇達州聖路易斯縣的一個行政鎮區。

## 地方資料
德魯斯鎮區的面積為134.07平方千米，當中陸地面積為120.62平方千米，而水域面積為16.35平方千米。根據2020年美國人口普查的數據，當地共有人口2039人，而人口密度為每平方千米15.21人。